# Sahariana
Sahariana: povestire din era atomică este un roman științifico-fantastic de Max Solomon și I. M. Ștefan (Alexandru Sergiu Sragher). A apărut în CPSF, nr. 21-24 din 1956. Romanul este influențat de clișee din literatura sovietică de anticipație.

## Prezentare
În 1924, reprezentanți ai mai multor țări, pleacă să lupte pentru transformarea Saharei într-un ținut verde. Alături de aceștia se află tânărul savant român Grigore Tăun și frumoasa Roxana.
O explozie nucleară are loc și Roxana moare împreună cu alți cercetători. Tăun este grav rănit și este supus unui tratament de lungă durată denumit somnoterapie.
Acesta se trezește peste 50 de ani în viitor într-o țară înfloritoare numită Sahariana apărută în fostul deșert. El se află într-un sanatoriu împreună cu Ilona Erdely, născută pe un satelit al lui Jupiter, ea se află aici împreună cu fratele ei Șandor pentru un tratament de adaptare la viața terestră. Cei doi devin foarte buni prieteni și în cele din urmă decid să evadeze pentru a vedea noua țară.
Savantul Gromov, născut în Sahariana, îi pune la curent cu știința, tehnica și viața din Sahariana. De Ilona Erdely se îndrăgostește profesorul Iuk și ea este atrasă de el pentru că reprezintă viața bogată a noii țări. În schimb, pentru Tăun totul devine mai greu, el vrea să absoarbă progrese științei din ultimii 50 de ani pentru a se adapta noii vieți pe Pământ. În acest scop societatea sahariană îl trimite într-o expediție științifică submarină pentru a cerceta cutremurele din centrul Africii. El este însoțit de Stevens, conducătorul expediției și de tânărul elev Ilan.
La recomandarea lui Iuk, Ilona începe să lucreze la uzina de sinteză a zahărului din bioxid de carbon, Bios-Alfa, condusă de biologul Habarani (supranumit Zeul vieții) care a studiat 70 de ani biochimia plantelor.  Ea leșină, are senzația că uzina se scufundă și se trezește prăbușită pe axul mecanismului de măsurat viteza mișcării moleculare în vid. Habarani este inițial foarte supărat pe ea dar îi mai dă o șansă. El este entuziasmat să vadă că părul ei seamănă cu pigmentul jupiterian, fibre vegetale realizate de el în laborator. Părul ei a fost afectat de radiația solară, a lui Jupiter și de cea cosmică în general. Magda, asistenta lui Habarani, devine confidenta terestră a Ilonei.
Tăun are o presimțire și își slvează echipa dintr-un cutremur. După aceea efectuează un zbor cu o mică rachetă însoțit de Geo Paseta, un tehnician al transporturilor. Racheta are un accident, iar Grigore Tăun se aruncă cu o parașută și cade într-o zonă de deșert. Amețit de aterizare, se întreabă dacă se află în Sahara sau în Sahariana, dacă nu cumva totul a fost un vis și dacă nu cumva se află la câteva momente după accidentul nuclear.

## Personaje
- Grigore Tăun, tânăr savant român
- Ilona Erdely, născută pe un satelit al lui Jupiter
- Gromov, savant, are 100 de ani
- Iuk, profesor, este îndrăgostit de Ilona
- Stevens, cercetător, conducătorul expediției submarine
- Ilan, elev, este îndrăgostit de Ianca
- Șandor, fratele Ilonei Erdely
- Ianca, nepoata pictorului Gunarsen
- Habarani, șeful uzinei Bios-Alfa
- Magda, asistenta lui Habarani
- mătușa Maria
- pictorul Gunarsen, prietenul savantului Gromov
- Baberik, profesor
- Geo Paseta, tovarăș de călătorie al lui Grigore
- Roxana, cercetătoare română, moare într-o explozie

## Critică
Literatura beletristică a lui I. M. Ștefan este o combinație de proză de aventuri și SF, contribuind la popularizarea științifică, dar și, potrivit unor critici postcomuniști, la inseminarea ideologică a ideilor materialiste comuniste. În acest ultim sens, criticul Ion Istrate citează romanele Sahariana: povestire din era atomică (1956) și Ultimul alb (1962) printre scrierile de tip realist socialist ale obsedantului deceniu. Literatura de aventuri științifico-fantastice a lui I.M. Ștefan este, în opinia criticului Mihai Iovănel, modestă și aservită ideologiei realist socialiste. Autorul descrie în cărțile sale, într-o manieră de inspirație sovietică, o societate a viitorului idealizată potrivit ideologiei marxiste (în Sahariana), expediții civilizatoare ale unor astronauți pământeni (în Drum printre aștri și Robinsoni pe planeta oceanelor), mobilizarea omenirii în fața unui atentat extraterestru asupra Terrei (în Lumina purpurie), conflictul între oameni și roboți (în Cântecul Cibenei) sau producerea unui aliment revoluționar care să rezolve problemele de alimentație ale omenirii (în P.G.-7 luptă contra cronometru), criticând apartheidul și colonialismul (în Ultimul alb). Conflictele din cărțile sale opun uneori personaje cutezătoare și cu un spirit constructiv și personaje cu un spirit negativist, în concordanță cu problemele ideologice ale epocii construcției socialismului.

## Legături externe
- Max Solomon la goodreads.com

## Vezi și
- 1956 în științifico-fantastic